# Grațian
Flavius Gratianus Augustus (n. 18 aprilie/23 mai 359, Sirmium – d. 25 august 383, Lugdunum), cunoscut sub numele de Grațian, a fost co-împărat în vest (375-383) și în est (378-379), alături de Teodosie. A fost ucis de Magnus Maximus, care i-a și preluat autoritatea apuseană a imperiului.

## Activitatea
Grațian era fiul împăratului Valentinian I și al Marinei Severa, născut la Sirmium, Pannonia. El a fost botezat după numele bunicului său, Grațian cel Bătrân. În 367, Grațian primește titlul de Augustus. În 375, la moartea lui Valentinian I, trupele din Panonnia l-au proclamat împărat pe fiul lui Grațian, sub numele de Valentinian al II-lea. Grațian a rămas stăpânitor doar pe provinciile galice. 
Valens a refuzat să mai aștepte ajutorul lui Grațian și a pornit singur împotriva goților; două treimi din armata romană a fost ucisă. În 378, la moartea unchiului său, Valens, în Bătălia de la Adrianopol, Grațian a fost ales împărat. 
În 379 a renunțat la tronul estic, înscăunându-l pe generalul Teodosiu I. Grațian și Teodosiu i-au alungat pe goți din Balcani în Războiul gotic (376-382). 

## Creștin
Pe plan religios, Grațian a fost creștin. El a fost împotriva păgânismului și al ereziei ariene (care făcea de asemenea parte din creștinism). A distrus Altarul păgân al Victoriei din Casa Senatului.
1. ↑  CONOR.SI[*] Verificați valoarea |titlelink= (ajutor)